# Michel Vaillant
Michel Vaillant é o protagonista e o título de uma série de livros de banda desenhada (no Brasil, história em quadrinhos). Esta série foi criada em 1957 em francês, na revista Tintin, pelo belga (natural de França) Jean Graton.
Esta banda desenhada, embora os personagens principais e todas as histórias sejam fictícias, tem fortes ligações ao mundo real do desporto automóvel. Muitas destas histórias são ambientadas nos cenários reais de grandes acontecimentos automobilísticos, em paralelo com factos reais, onde os heróis das aventuras se misturam com personagens reais do mundo automóvel. Nesta série o autor presta homenagem a vários pilotos da fórmula 1 e do automobilismo em geral.
Em seu estilo, tal como os demais autores da revista Tintin, preza pelo estilo conhecido como ligne claire, buscando realismo em seu traço.

## Álbuns de Banda Desenhada

### Primeira série
| #  | Título Original                     | Data de edição | Título em Português                 | Editora                                      |
| -- | ----------------------------------- | -------------- | ----------------------------------- | -------------------------------------------- |
| 1  | Le Grand Défi                       | 1959           | O Grande Desafio                    | Edições Autosport                            |
| 2  | Le Pilote sans visage               | 1960           | O Piloto sem rosto                  | Edições ASA/Público                          |
| 3  | Le Circuit de la peur               | 1961           | O Circuito do medo                  | Edições ASA/Público                          |
| 4  | Route de nuit                       | 1962           | A Rota Nocturna                     | Edições ASA/Público                          |
| 5  | Le 13 est au départ                 | 1963           | O carro nº 13                       | Edições ASA/Público                          |
| 6  | La Trahinson de Steve Warson        | 1964           | A Traição de Steve Warson           | Edições ASA/Público                          |
| 7  | Les Casse-cou                       | 1964           | Os Intrépidos                       | Edições ASA/Público                          |
| 8  | Le 8e Pilote                        | 1965           | O 8º Piloto                         | Edições ASA/Público                          |
| 9  | Le Retour de Steve Warson           | 1965           | O Regresso de Steve Warson          | Edições ASA/Público                          |
| 10 | L´Honneur du samouraï               | 1966           | A Honra do samurai                  | Editorial IBIS                               |
| 11 | Suspense à Indianapolis             | 1966           | Suspense em Indianápolis            | Edições ASA/Público                          |
| 12 | Les Chevaliers de Königsfeld        | 1967           | Os Cavaleiros de Königsfeld         | Edições ASA/Público                          |
| 13 | Concerto pour pilotes               | 1968           | Concerto para pilotos               | Livraria Bertrand                            |
| 14 | Mach 1 pour Steve Warson            | 1968           | Mach 1 para Steve Warson            | Edições Autosport                            |
| 15 | Le Cirque infernal                  | 1969           | O Circo infernal                    | Série Ouro/Correio da Manhã                  |
| 16 | Km.357                              | 1969           | NÃO PUBLICADO                       | -                                            |
| 17 | Le Fantôme des 24 heures            | 1970           | O Fantasma das 24 horas             | Livraria Bertrand                            |
| 18 | De l´huille sur la piste!           | 1970           | Óleo na pista!                      | Distri Editora                               |
| 19 | 5 filles dans la course!            | 1971           | Rali em Portugal                    | Edições ASA/Público                          |
| 20 | Rodéo sur 2 roues                   | 1971           | "Rodeo" sobre 2 rodas               | Livraria Bertrand                            |
| 21 | Massacre pour un moteur!            | 1972           | NÃO PUBLICADO                       | -                                            |
| 22 | Rush                                | 1972           | Rush                                | Edições Autosport                            |
| 23 | Série noire                         | 1973           | Série Negra                         | Livraria Bertrand                            |
| 24 | Cauchemar                           | 1973           | Pesadelo                            | Livraria Bertrand                            |
| 25 | Des filles et des moteurs           | 1974           | Raparigas e motores                 | Livraria Bertrand                            |
| 26 | Champion du monde                   | 1974           | Campeão do mundo                    | Distri Editora                               |
| 27 | Dans l´enfer du safari              | 1975           | No inferno do safari                | Livraria Bertrand                            |
| 28 | Le Secret de Steve Warson           | 1975           | O Segredo de Steve Warson           | Autosport                                    |
| 29 | San Francisco Circus                | 1976           | O Circo de São Francisco            | Distri Editora                               |
| 30 | Le Prince blanc                     | 1977           | O Princípe branco                   | Livraria Bertrand                            |
| 31 | Les Jeune Loups                     | 1978           | Os Jovens Lobos                     | Meribérica/Liber                             |
| 32 | La Révolte des rois                 | 1978           | A Revolta dos reis                  | Meribérica/Liber                             |
| 33 | La Silhouette en colère             | 1979           | A Vingança de um piloto             | Meribérica/Liber                             |
| 34 | K.O. pour Steve Warson              | 1979           | A Derrota de Steve Warson           | Meribérica/Liber                             |
| 35 | Le Galérien                         | 1980           | O Forçado das Galés                 | Meribérica/Liber                             |
| 36 | Un pilote a disparu                 | 1980           | Desapareceu um piloto               | Meribérica/Liber Edições Autosport           |
| 37 | L´Inconnu des 1000 pistes           | 1980           | O Desconhecido das 1000 pistas      | Meribérica/Liber Edições Autosport           |
| 38 | Steve Warson contre Michel Vaillant | 1981           | Steve Warson contra Michel Vaillant | Meribérica/Liber Edições Autosport           |
| 39 | Rallye sur un volcan                | 1981           | Rali sobre um volcão                | Meribérica/Liber                             |
| 40 | Rififi en F1                        | 1982           | Caos na F1                          | Meribérica/Liber                             |
| 41 | Paris-Dakar                         | 1982           | Paris-Dakar                         | Meribérica/Liber Edições Autosport           |
| 42 | 300 à l´heure dans Paris            | 1983           | 300 à hora em Paris                 | Meribérica/Liber Edições Autosport           |
| 43 | Rendez-vous à Macao                 | 1983           | Encontro em Macau                   | Meribérica/Liber Edições Autosport           |
| 44 | Steve et Julie                      | 1984           | Steve & Julie                       | Meribérica/Liber                             |
| 45 | L´Homme de Lisbonne                 | 1984           | O Homem de Lisboa                   | Meribérica/Liber Edições Autosport           |
| 46 | Racing Show                         | 1985           | Racing Show                         | Meribérica/Liber                             |
| 47 | Panique à Monaco                    | 1986           | Pânico no Mónaco                    | Meribérica/Liber Série Ouro/Correio da Manhã |
| 48 | Irish coffee                        | 1986           | Irish coffee                        | Meribérica/Liber                             |
| 49 | Catégorie poids lourds              | 1987           | Categoria pesos pesados             | Meribérica/Liber                             |
| 50 | Le Défi des remparts                | 1988           | O Desafio das muralhas              | Meribérica/Liber Série Ouro/Correio da Manhã |
| 51 | Le Caïd de Francorchamps            | 1989           | O Caide de Francorchamps            | Meribérica/Liber                             |
| 52 | F3000                               | 1989           | F3000                               | Meribérica/Liber                             |
| 53 | La Nuit de Carnac                   | 1990           | NÃO PUBLICADO                       | -                                            |
| 54 | L´Affaire Bugatti                   | 1991           | NÃO PUBLICADO                       | -                                            |
| 55 | Une histoire de fous                | 1992           | NÃO PUBLICADO                       | -                                            |
| 56 | Le Maître du monde                  | 1993           | O Senhor do mundo                   | Edições Autosport                            |
| 57 | La Piste de jade                    | 1994           | A Pista de jade                     | Edições Autosport                            |
| 58 | Paddock                             | 1995           | Paddock                             | Edições Autosport                            |
| 59 | La Prisonnière                      | 1997           | NÃO PUBLICADO                       | -                                            |
| 60 | Victoires oubliées                  | 1997           | NÃO PUBLICADO                       | -                                            |
| 61 | La Fièvre de Bercy                  | 1998           | A Febre de Bercy                    | Meribérica/Liber Edições Autosport           |
| 62 | Le Sponsor                          | 1999           | O Sponsor                           | Edições Autosport                            |
| 63 | Cairo!                              | 2000           | Cairo!                              | Meribérica/Liber                             |
| 64 | Opération Mirage                    | 2001           | Operação Miragem                    | Edições Autosport                            |
| 65 | L´Épreuve                           | 2003           | A Prova                             | Série Ouro/Correio da Manhã                  |
| 66 | 100.000.000$ pour Steve Warson      | 2004           | 100.000.000$ para Steve Warson      | Edições Autosport                            |
| 67 | Pour David                          | 2005           | Por David Em memória de David       | Edições Autosport Edições ASA/Público        |
| 68 | China Moon                          | 2006           | Uma aventura na China               | Edições ASA/Público                          |
| 69 | Hors-piste en enfer                 | 2006           | Fora de pista no inferno            | Edições ASA/Público                          |
| 70 | 24 heures sous influence            | 2007           | 24 horas sob pressão                | Edições ASA/Público                          |

### Nova Série
| # | Título Original    | Data de edição | Título em Português | Editora             |
| - | ------------------ | -------------- | ------------------- | ------------------- |
| 1 | Au noms du fils    | 2012           | Em nome do filho    | Edições ASA/Público |
| 2 | Voltage            | 2013           | Voltagem            | Edições ASA/Público |
| 3 | Liaison dangereuse | 2014           | Ligação Perigosa    | Edições ASA         |
| 4 | Collapsus          | 2015           | Colapso             | Edições ASA         |
| 5 | Renaissance        | 2016           | Renascimento        | Edições ASA         |
| 6 | Rébellion          | 2017           | Rebelião            | Edições ASA         |
| 7 | Macao              | 2018           | Macau               | Edições ASA         |
| 8 | 13 Jours           | 2019           | 13 Dias             | Edições ASA         |

### Dossiers Michel Vaillant
| Título Original            | Data de edição | Título em Português          | Editora           | Páginas |
| -------------------------- | -------------- | ---------------------------- | ----------------- | ------- |
| Ayrton Senna, le feu sacré | 2002           | Ayrton Senna, o fogo sagrado | Edições Autosport | 48      |